# Attitude and Virtue
Attitude and Virtue è il sesto album in studio del cantante canadese Corey Hart, pubblicato nel 1992.

## Tracce
1. Back in the Hand – 4:15
2. Love and Money – 4:09
3. Baby When I Call Your Name – 4:03
4. She's Everywhere – 4:20
5. I Want (Cool Cool Love) – 4:03
6. Always – 4:26
7. Poster – 4:09
8. 92 Days of Rain – 5:46
9. Without Your Love – 4:51
10. Sonnets from the Portuguese – 4:33
11. Baby When I Call Your Name (bonus track for Japanese release only; instrumental version) – 4:03

## Crediti
- Corey Hart - voce, tastiera
- Kenny Aronoff - batteria
- John Pierce - basso
- Mike Hehir - chitarra
- Michael Landau - chitarra
- Charles Judge - tastiera
- Randy Kerber - tastiera
- Gerald Albright - sassofonista